# Монтанско
 Тази статия е за историко-географската област.  За административната област вижте Монтана (област).  
Монтанско (в миналото Фердинандско или Михайловградско) е историко-географска област в Северозападна България, около град Монтана.
Територията ѝ съвпада приблизително с някогашната Фердинандска околия, а днес включва почти целите общини Монтана (без Белотинци от Белоградчишко и Липен от Врачанско), Бойчиновци (без Бели брег от Врачанско) и Чипровци (без Горна Ковачица и Равна от Берковско), както и селата Видлица, Каменна Рикса и Чемиш в община Георги Дамяново. Разположена е в Западния Предбалкан и съседните части на Западна Стара планина и Дунавската равнина. Граничи с Ломско на север, Оряховско и Врачанско на изток, Берковско на юг и Пиротско и Белоградчишко на запад.